# Estudi d'un nu
Estudi d'un nu, o Suzanne cosint (en francès Étude de nu ou Suzanne cousant), és un quadre de Paul Gauguin fet el 1880 a París. Es conserva a Copenhaguen, a la Gliptoteca Ny Carlsberg. En el catàleg de Wildenstein consta amb el número 39 en l'edició del 1964, i el 64 en la del 2001 (W.39/64).

## Descripció
El quadre descriu una dona jove que està arreglant una peça de roba mentre es troba en una nuesa gens dissimulada. L'escena està situada en un dormitori, amb la dona asseguda al llit desfet que està contra una paret tacada de malva i decorada amb una mandolina i un tapís. El cos de la model està en una perspectiva de tres quarts amb el cap de perfil. Mentre que la cara suggereix una dona atractiva, el cos és flàccid, desproporcionadament periforme i intencionadament lleig.
La llum ve de la dreta, a l'esquena de la dona, deixant a mitja penombra el rostre i el pit. El joc de llum i ombra ressalta el caràcter d'intimitat, però resultant força estrany que estigui cosint a l'ombra.
A dalt a l'esquerra té la inscripció «Gauguin / 1880»

## Context
El quadre va ser pintat en els inicis de Gauguin com a pintor, quan encara compaginava la pintura amb la seva professió d'agent de borsa, i freqüentava els cercles impressionistes. Gauguin el va presentar en la 6a Exposició Impressionista del 1881. En total eren vuit teles entre les quals hi havia natures mortes i un retrat de la seva dona Mette. Aquesta va exigir que l'estudi d'un nu es col·loqués lluny del seu retrat per evitar malentesos.
Va ser exposat simplement amb el títol Étude de nu, però més tard Gauguin s'hi va referir en una carta com «la Suzanne». Segons el seu fill, Pola Gauguin (1883-1961), es tractava de la seva mainadera Justine. Segons el crític d'art Georges Wildenstein (1892-1963), es tracta d'una model professional tal com es dedueix d'una carta de Gauguin a Pissarro.
Per al públic el quadre va resultar provocatiu. La nuesa de la model s'explicava perquè estava cosint la seva camisa, i les seves proporcions perquè estava embarassada. Va atraure l'atenció dels crítics, que el van qualificar de cruel i horrífic, encara que l'artista mostrava talent. Però per Joris-Karl Huysmans era la «representació d'una dona del nostre temps». Va trobar que és d'un realisme que cap dels seus contemporanis podria aconseguir, el va comparar amb els nus de Rembrandt, i va elogiar l'atreviment de Gauguin per plantejar una alternativa als nus artificiosos dels pintors acadèmics. Va suposar un gran èxit per Gauguin, però va respondre que Huysmans no havia estès res de la pintura, ja que la seva intenció era simplement expressar una experiència, i no criticar el model de bellesa ideal ni impressionar a la burgesia amb el seu atreviment.

## Composició
La tècnica usada suposa una experimentació de l'estil puntillista de Seurat. L'aplicació de la pintura a través de pinzellades fines de color pur, provoca una lluminosa impressió de moviment. En contrast, el color del fons és totalment estàtic i gens impressionista. Més tard, Gauguin es referiria als puntillistes com els «joves químics que fan quadres a base de taquetes».
Prèviament Gauguin ja havia pintat a la seva dona, Mette, cosint en una escena domèstica. Però el de Suzanne és el primer nu que va fer Gauguin. Quant a concepció i execució és un trencament amb les obres anteriors, i una novetat respecte als nus eròtics contemporanis. No obstant això, Gauguin no va seguir explorant la novetat estilística i va seguir amb composicions impressionistes. No se sap si va ser per les crítiques rebudes o perquè tenia algun significat personal relacionat amb la mainadera Justine.

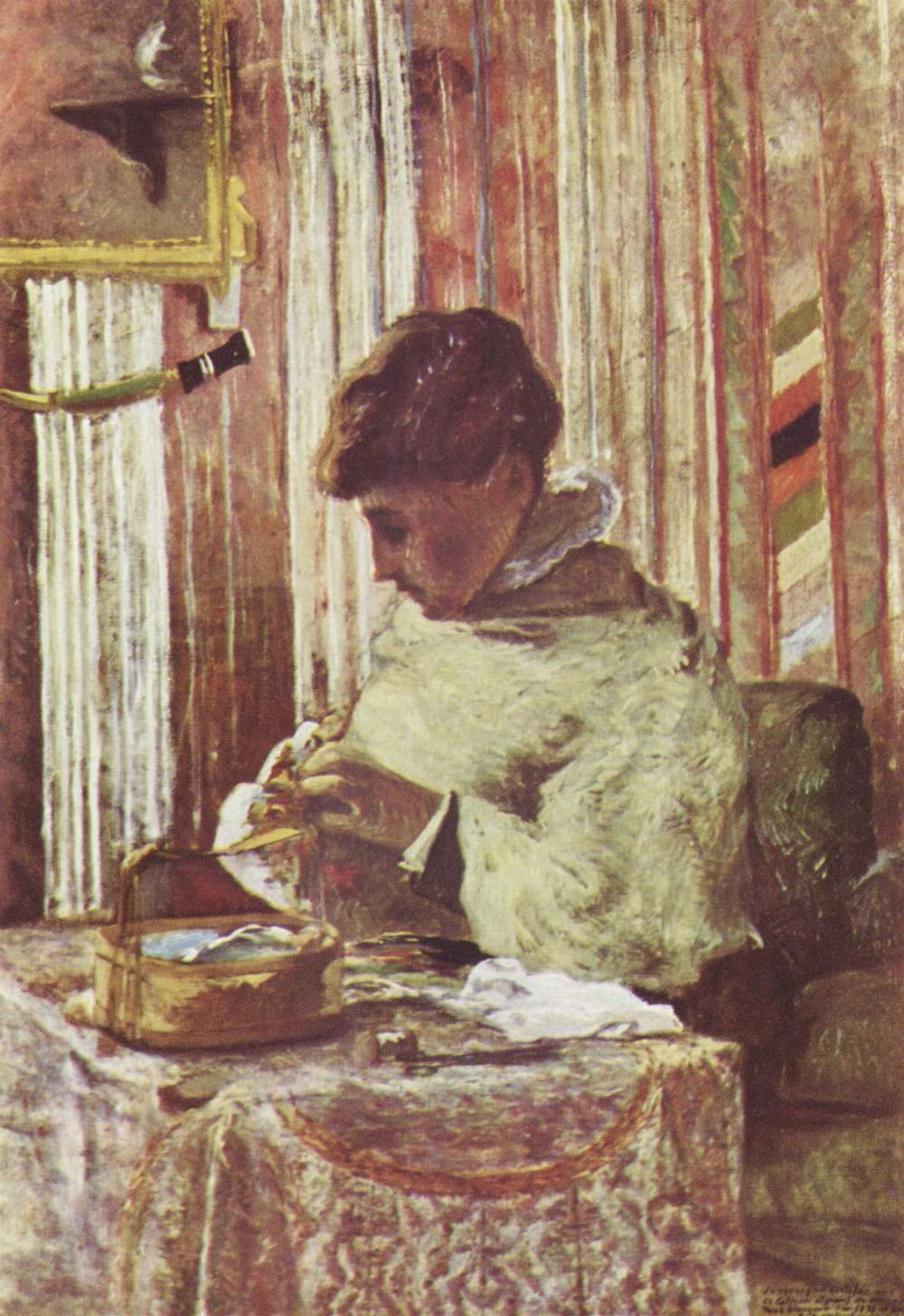
Mette cosint, 1878
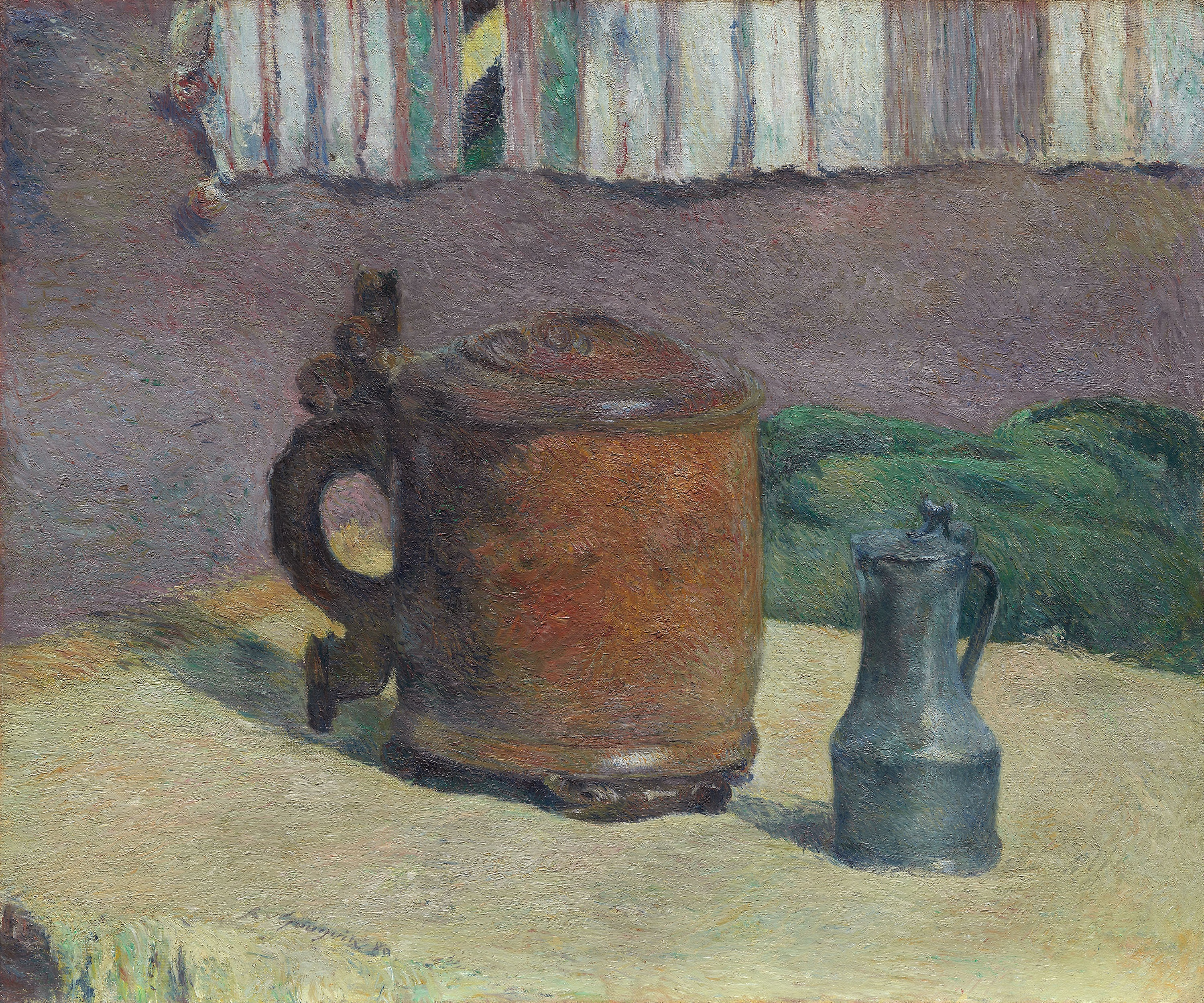
Natura morta amb gerra d'argila i tassa de ferro, 1880
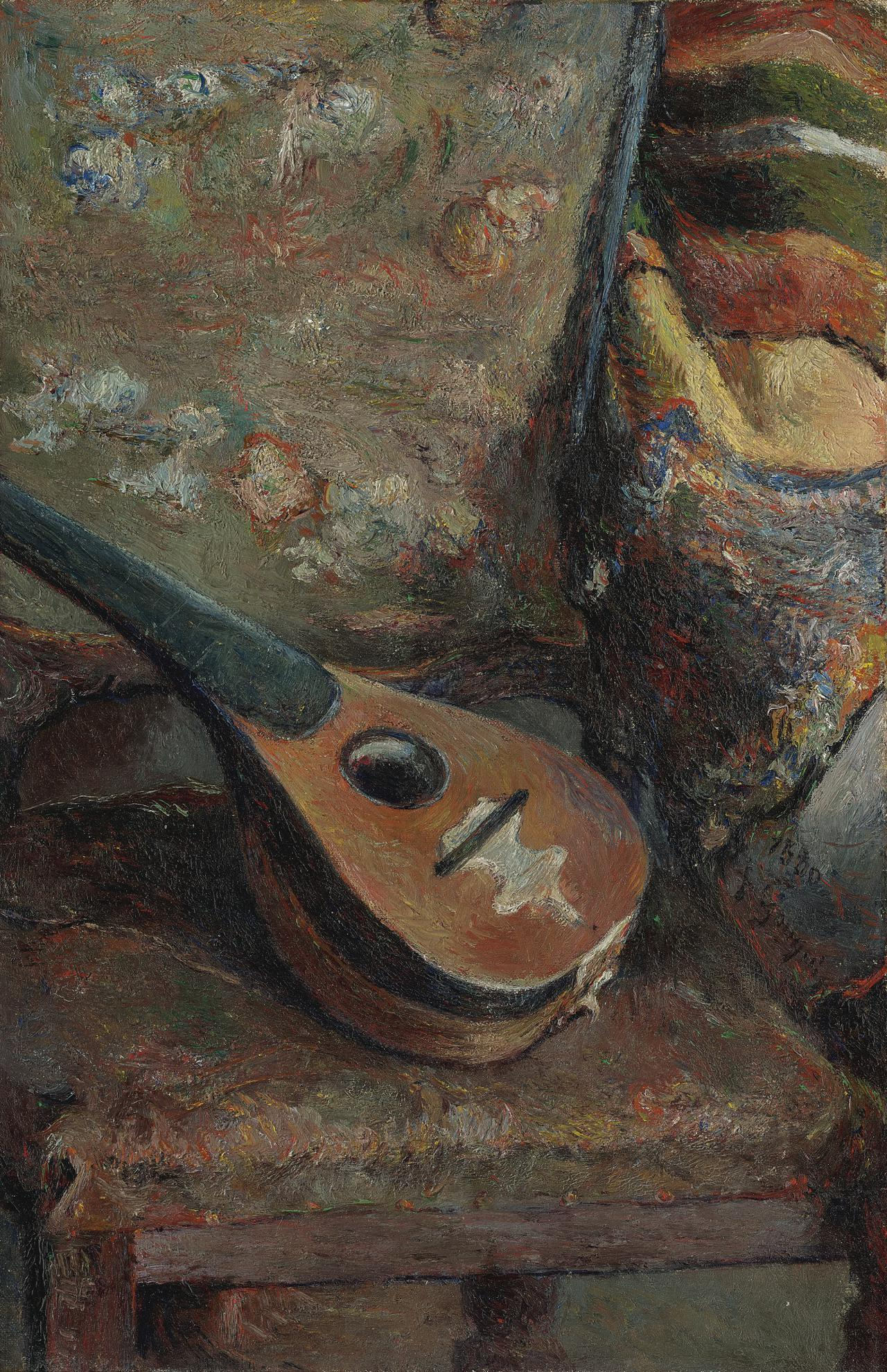
Mandolina en una cadira, 1880

En la composició inclou dos elements personals: una mandolina i un tapís. La mandolina és l'instrument que Gauguin tocava i que va portar sempre amb ell. És de les poques pertinences que tenia quan va morir a Hiva Oa. Li servia per abstraure's, passant llargues estones tot sol tocant amb notes inconnexes i cantussejant, encara que també amb els amics. Va pintar mandolines en diversos quadres, el mateix any a Mandolina sobre una cadira. Un tapís fet a mà amb motius peruans, ja va ser un motiu de discussió amb la seva dona Mette per les diferències d'opinió que tenien sobre la decoració de la casa. El mateix tapís de l'estudi d'un nu el va pintar a Natura morta amb gerra d'argila i tassa de ferro, del mateix any.

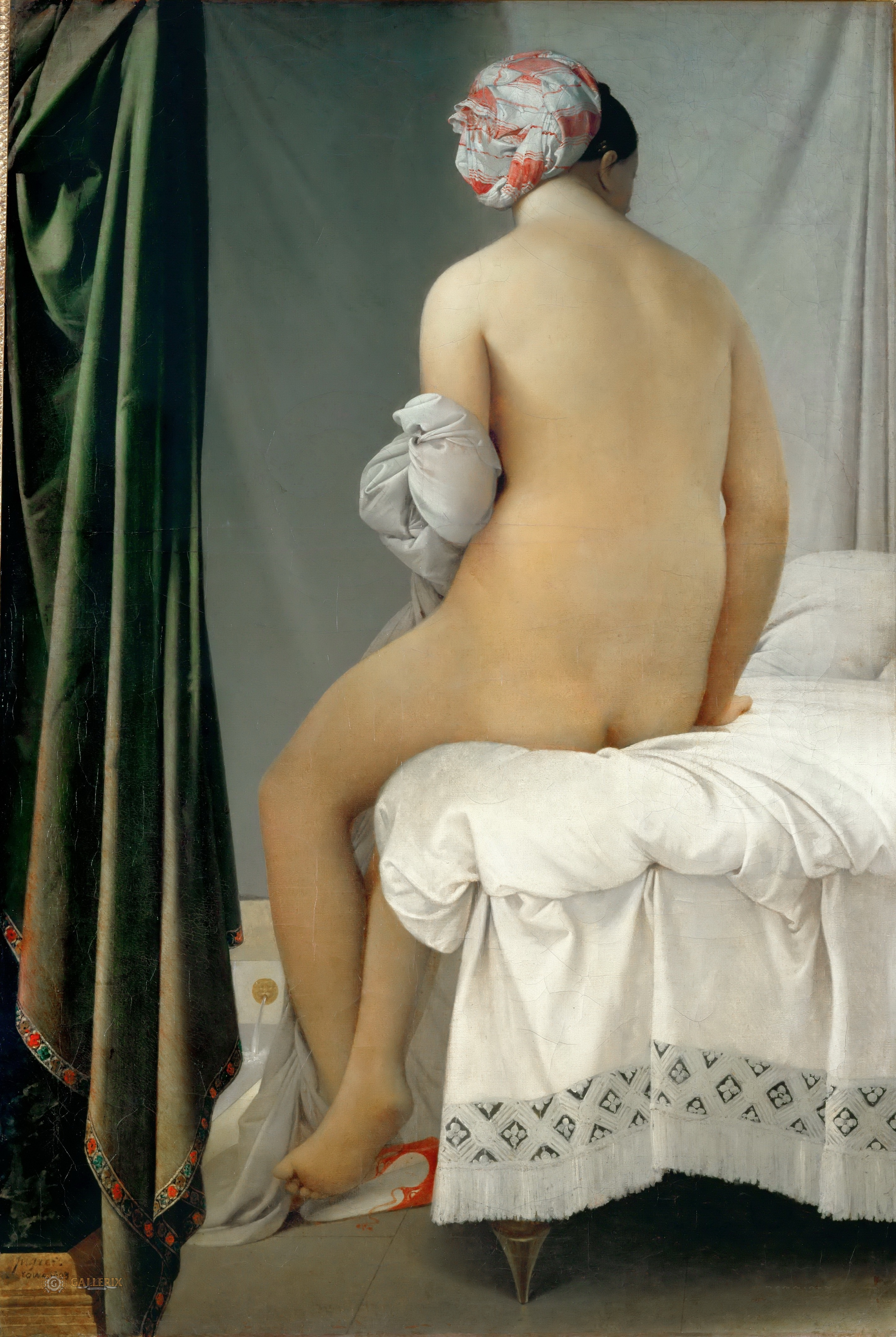
La Grande baigneuse (Valpinçon), d'Ingres (1808)

El quadre recorda La Grande baigneuse (1808) d'Ingres, un dels pintors favorits de Gauguin. Però, a diferència dels models d'Ingres, la figura de Gauguin és natural i gens idealitzada, representant una activitat quotidiana en la intimitat i totalment despreocupada del possible observador.

## Història
A pesar de l'impacte que va causar en l'exposició impressionista, no es va vendre. Mette es va negar a que el quadre estigués penjat a casa, però quan Gauguin va deixar la seva família a Copenhagen, el quadre va quedar en poder de Mette fins que el va vendre, el 1892, a l'artista danès Philipsen. Aleshores Gauguin ja era a Tahití i va comentar la venda de forma irònica: «Hi ha molts ximples a Dinamarca que creuen en els diaris, i ara estan començant a pensar que tinc talent. Per això un pintor danès ha malgastat nou-cents francs per convertir-se en el posseïdor de l'estudi que vaig fer d'una dona nua el '76 (aquella de la que en parlava Huysmans)»
El 1920 el va donar al Museu Reial de Belles Arts, i des del 1922 està en dipòsit a la Gliptoteca Ny Calsberg.